# Ipomoea platensis
Ipomoea platensis là một loài thực vật có hoa trong họ Bìm bìm. Loài này được Ker Gawl. mô tả khoa học đầu tiên năm 1818.